# Beutegreifer

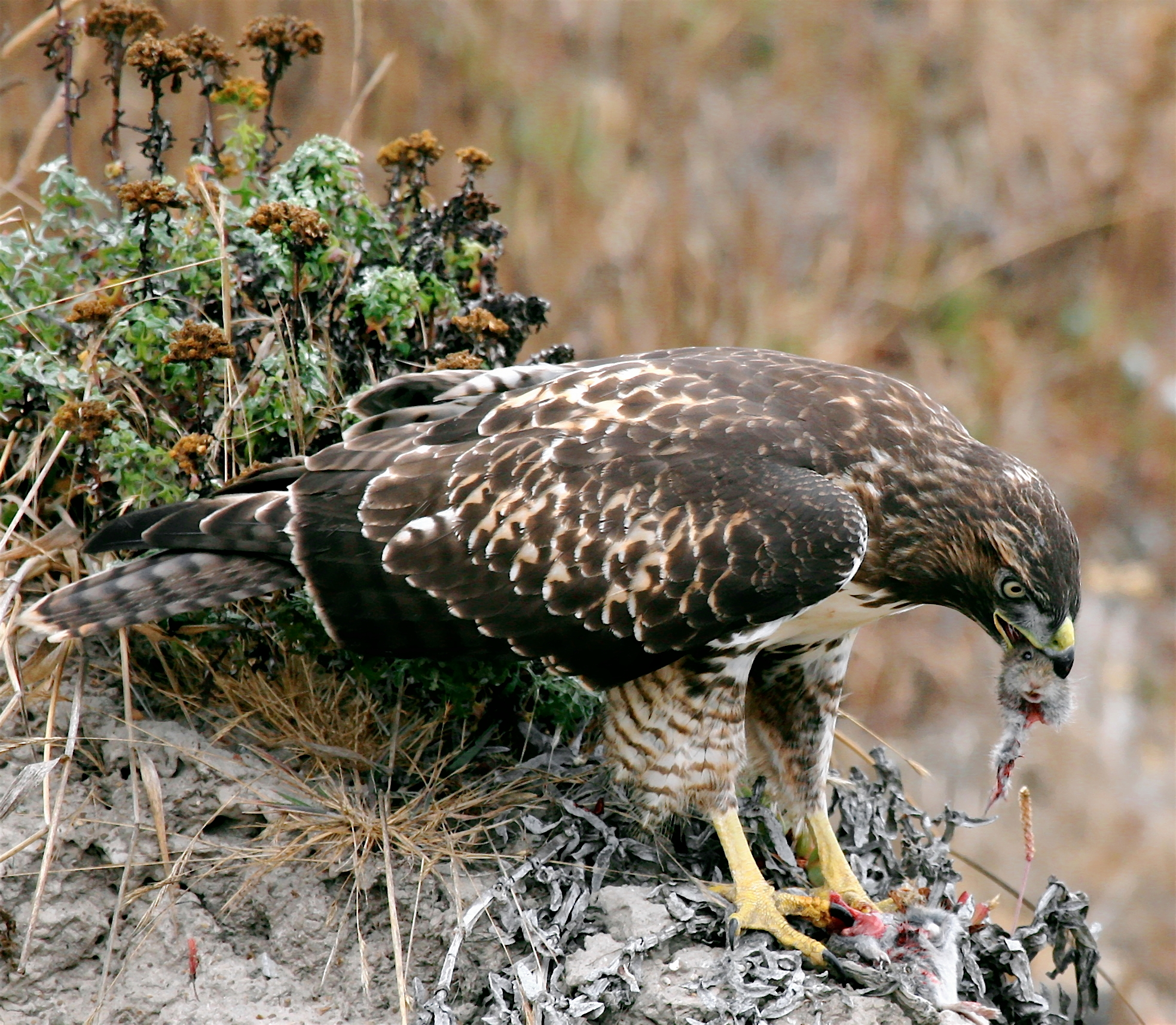
Rotschwanzbussard

Beutegreifer ist ein Begriff, dessen Bedeutung weiter gefasst ist als die Raubtiere als Ordnung der Säugetiere.
Das Wort „Raubtier“ beinhaltet nach Meinung der Schöpfer dieses Neologismus das negativ besetzte Verb „rauben“ im Sinne von gewalttätig stehlen. Beutegreifer sind landgebundene Tiere, die sich hauptsächlich von Fleisch ernähren. In diese Gruppe fallen einige Vertreter der Ordnung Raubtiere, einige Beuteltiere und Greifvögel. Manchmal wird der Begriff Beutegreifer heute auch als Synonym für Prädator verwendet.
Die Umbenennung von „Raubvögeln“ in „Greifvögel“ war der Anstoß der Einführung des Begriffs „Beutegreifer“. Dieser hat sich jedoch im allgemeinen Sprachgebrauch kaum durchgesetzt. Abweichend spricht auch die Wissenschaft weiter von der Räuber-Beute-Beziehung.